# Niederpoyritz

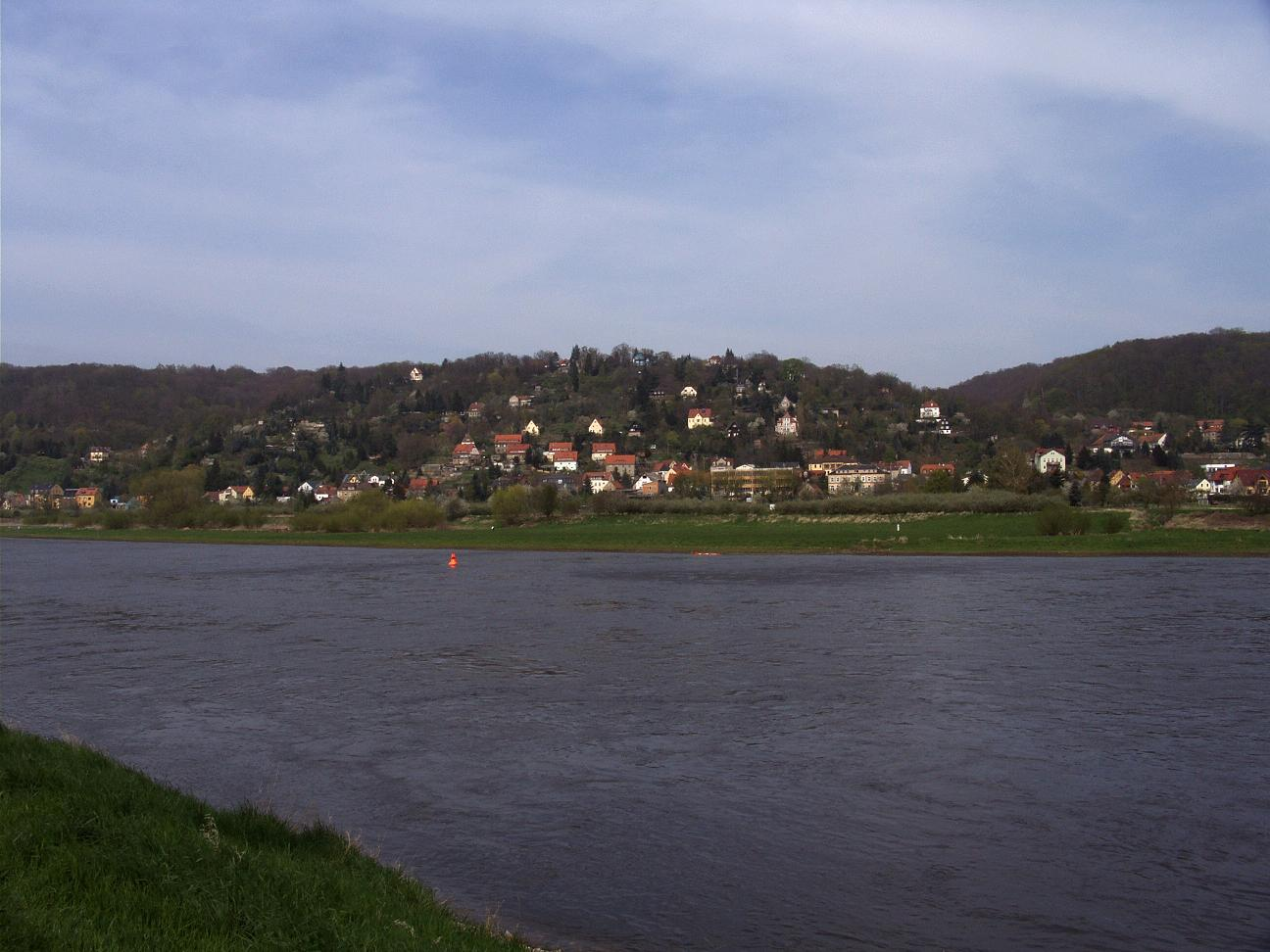
Blick von der gegenüberliegenden Elbseite auf Niederpoyritz

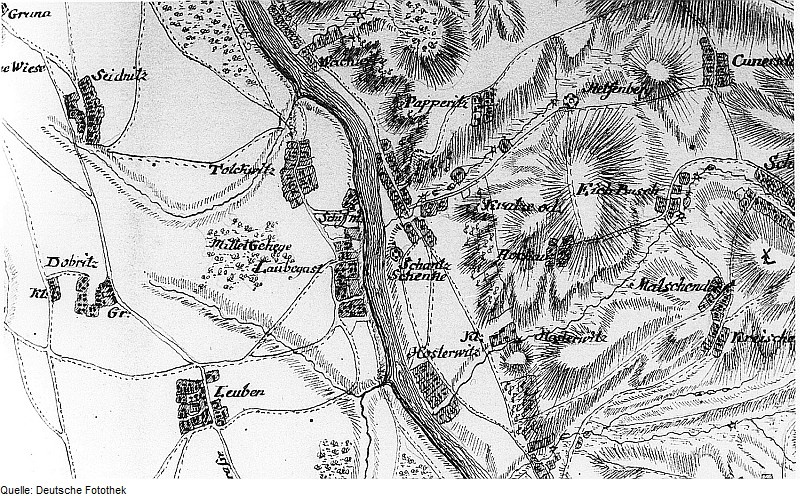
Das früher als „Kratze“ bekannte Niederpoyritz (Kartenmitte) mit seinen Nachbardörfern auf einer Karte aus dem späten 18. Jahrhundert

Niederpoyritz ist ein Stadtteil Dresdens an der Elbe. Es gehört zum statistischen Stadtteil Hosterwitz/Pillnitz und wurde dem Stadtbezirk Loschwitz zugeordnet.

## Lage
Niederpoyritz liegt im Osten Dresdens am nördlichen Elbufer und grenzt im Westen an Wachwitz. Östlich grenzt der Stadtteil Hosterwitz an. Auf der anderen Elbseite liegt der dichter bebaute Stadtteil Laubegast.
Oberhalb von Niederpoyritz liegt Helfenberg in der Dresdner Ortschaft Schönfeld-Weißig. Der Helfenberger Grund schneidet sich als kleines Nebental in Niederpoyritz beginnend in den Elbhang. Von Oberpoyritz ist das Dorf durch Hosterwitz und Pillnitz getrennt.

## Geschichte
Die ursprünglich slawische Siedlung wurde erst relativ spät 1414 als Podegricz erwähnt. Das Dorf war lange in unterschiedlichem Besitz von Kleinadel, um 1645 gehörte es den Herren von Körbitz, kam dann an die Familie von Carlowitz, von denen es 1810 Alexej Adamowitsch Olsufjew kaufte. Der spätere sächsische König Friedrich August II. erwarb das Gut 1827 von Olsufjew und baute es zu einem königlichen Weingut aus. Wie zahlreiche Dörfer entlang der Elbe unterhalb der Elbhänge lebten die Bewohner ursprünglich sowohl vom Fischfang als auch vom Weinanbau.
Niederpoyritz wurde am 1. Juli 1950 nach Dresden eingemeindet und blieb im Ganzen dörflich erhalten.

## Wirtschaft und Infrastruktur

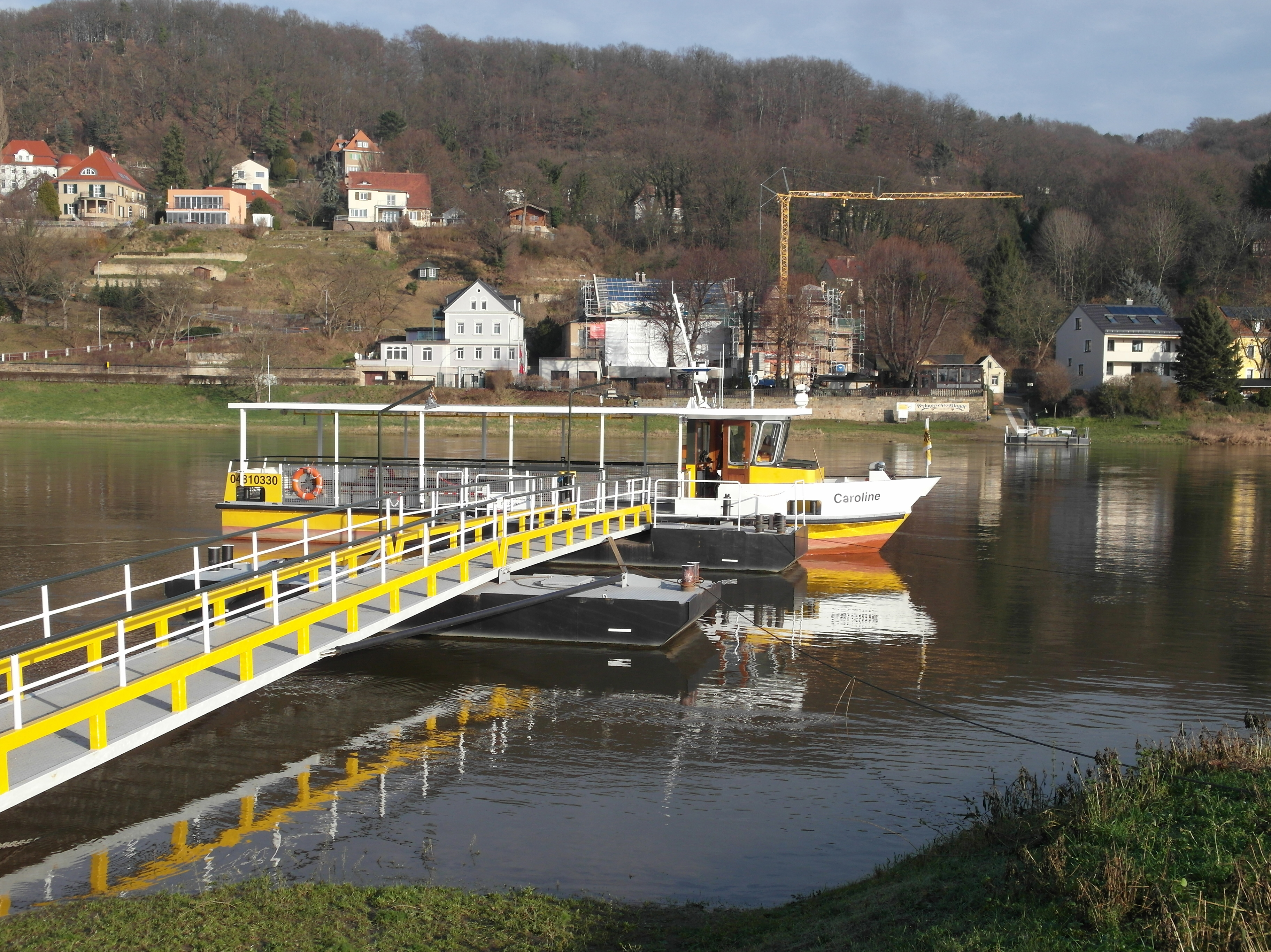
Fähre nach Niederpoyritz vom Laubegaster Ufer

Aufgrund seiner landschaftlichen Lage und der Nähe zum Schloss Pillnitz sowie Loschwitz und Blasewitz ist gegenwärtig Tourismus die wichtigste Einnahmequelle für den Stadtteil. Niederpoyritz befindet sich in der Nähe von Weinlagen des Weinanbaugebiets Sachsen.
Durch Niederpoyritz verläuft die Pillnitzer Landstraße, die Loschwitz und Pillnitz verbindet. Nachdem die Straßenbahnlinie nach Pillnitz im Jahr 1985 wegen Baufälligkeit des Blauen Wunders eingestellt werden musste, verkehrt die Stadtbuslinie 63 nach Pilnitz bzw. zum Schillerplatz. Es verkehrt auch eine Elbfähre (F16) nach Laubegast.
Der Schulstandort Niederpoyritz wurde im Zuge der organisierten Schulschließungen bis zum Jahr 2003 aufgelöst. Der 1977 errichtete Neubau, der zuletzt die Außenstelle des Joseph-Haydn-Gymnasiums beherbergte, steht leer, soll jedoch für eine Nutzung durch die 88. Grundschule Dresden saniert werden. Im alten Schulgebäude der ehemaligen 87. Grundschule befindet sich seit der Schulschließung der Elbhangtreff e. V.